# Lonjé Molen
Lonjé Molen – wiatrak w miejscowości Bolsward, w gminie Súdwest Fryslân, w prowincji Fryzja, w Holandii. Młyn został wzniesiony w 1824 r. W 1959 r. odnowiono skrzydła, a osiem lat później zamontowano w nim elektryczny silnik. Był restaurowany w latach 1970/71 oraz na początku XXI wieku. Wiatrak ma trzy piętra, przy czym powstał na jednopiętrowej bazie. Jego śmigła mają rozpiętość 18,72 m.